# Jefferson Montero
Jefferson Montero, dit Jeff Montero, est un footballeur international équatorien, né le 1er septembre 1989 à Babahoyo en Équateur. Il évolue actuellement au SD Aucas au poste d'attaquant.

## Carrière en club

### Débuts
Né à Babahoyo, province de Los Ríos, Montero a commencé à jouer professionnellement avec Emelec, mais s'est d'abord fait remarquer alors qu'il était à Independiente José Teran en Série B équatorienne.
Peu après son arrivée, il a été prêté au club mexicain Mexicain Dorados de Sinaloa, qui luttait pour la promotion en Liga MX. Il a signé aux côtés de son compatriote José Madrid, et a fait ses débuts officiels pour sa nouvelle équipe le 11 octobre 2008 en jouant l'intégralité du match contre Irapuato.

### Villarreal

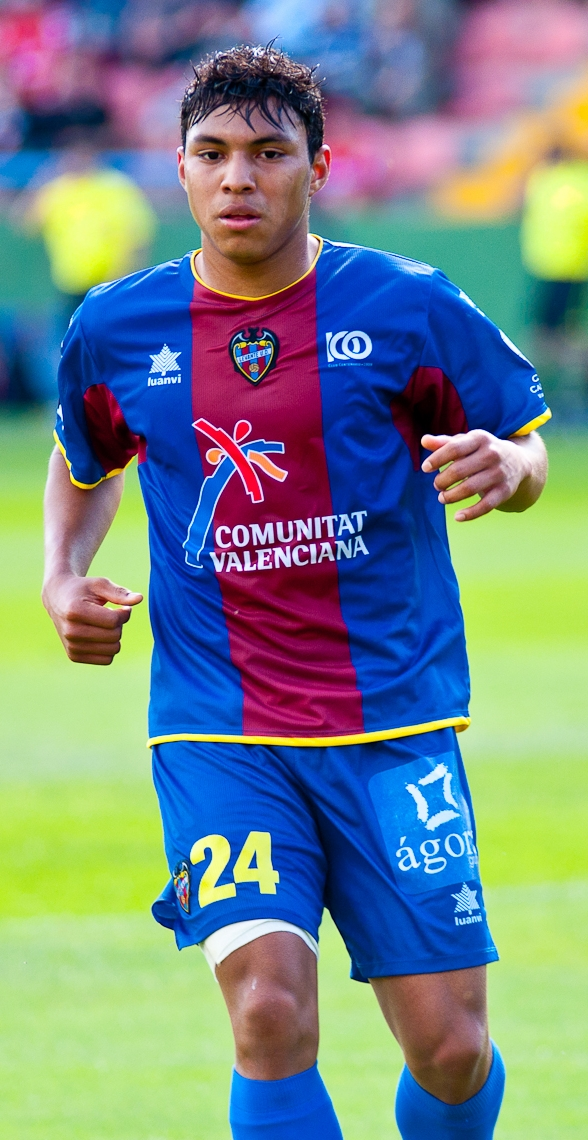
Montero jouant pour le Levante en 2011

Le 27 avril 2009, le club de La Liga Villarreal a signé le jeune Montero, âgé de 20 ans, pour un contrat de cinq ans à partir de juillet. Il a fait ses débuts en compétition pour l'équipe première lors des seizièmes de finale de la Ligue Europa en février 2010, en remplaçant Robert Pires à 20 minutes de la fin alors que Villarreal était éliminé par Wolfsburg, mais il a passé la grande majorité de sa première saison avec l'équipe réserve en tant qu'un de leur élément offensif le plus important, alors qu'elle a dépassé les attentes pour finir septième lors de la première saison en Segunda División.
Par la suite, Montero a été promu à l'équipe principale. Il fait ses débuts en première division lors du match d'ouverture de la saison 2010-2011 de La Liga, remplaçant Cani lors d'une défaite 0-1 contre Real Sociedad.
Montero n'a pas réussi à trouver une place régulière en équipe première, et a rejoint un autre club de La Liga, le Levante, fin janvier 2011 en prêt pour le reste de la saison. Il a passé la saison suivante en prêt dans un autre club de première division, le promu Real Betis. Il a marqué son premier but de la saison le 10 mars 2012 lors d'une défaite à domicile 2-3 contre Real Madrid. Il a été le premier choix pendant la majeure partie de son mandat avec l'équipe dirigée par Pepe Mel, qui a réussi à conserver sa place en première division.

### Morelia
Le 15 juin 2012, Montero a été transféré aux Monarcas Morelia de la première division mexicaine, dans le cadre d'un contrat de trois ans. Il a marqué son premier but le 15 juillet contre Club América, tout en réalisant deux passes décisives. Le 21 août, lors du match de la Copa MX contre son ancienne équipe Dorados, il a inscrit un hat-trick lors d'une victoire 6-0.
Le 4 janvier 2013, Montero a marqué le premier but du tournoi de clôture, lors d'un match nul 3-3 à domicile contre Cruz Azul, avec une passe décisive de son coéquipier en sélection nationale Joao Rojas. Après le départ de Rojas de Morelia, Montero a hérité du numéro 10 et a commencé la nouvelle saison le 19 juillet avec un but et deux passes décisives dans une victoire 3-1 contre Querétaro. Son triplé le week-end suivant a été vain, car Morelia a perdu 4-3 à domicile contre Toluca. Il a marqué le premier but lors de la finale de la Copa MX d'ouverture 2013 remportée par Morelia contre Atlas aux tirs au but après un match nul 3-3.

## Carrière internationale
En juin 2014, le sélectionneur Reinaldo Rueda annonce que Montero est retenu dans la liste des 23 joueurs pour jouer la Coupe du monde 2014 au Brésil.

## Palmarès

### Équipe Nationale
- Équateur
  - 2007 : Vainqueur des Jeux panaméricains

### Clubs
- Independiente del Valle
  - 2009 : Vainqueur du Championnat Série B d'Équateur (12 matchs / 11 buts)